# Libros de Rocinante
Libros de Rocinante ist eine Buchreihe, in der spanische Ritterromane vorwiegend des 16. Jahrhunderts (libros de caballerías) gesammelt erscheinen. 
Die Reihe wird seit 1997 herausgegeben vom Centro de Estudios Cervantinos in Alcalá de Henares. Sie wird dank einer Vereinbarung mit der Real Academia Española Teil des Corpus Diacrónico del Español (CORDE) sein.
Die Reihe ist nach Rosinante, dem Reitpferd von Don Quijote, benannt.
1. Platir
2. Flor de caballerías
3. Primaleón
4. Felixmarte de Hircania
5. Tristán de Leonís
6. Florisel de Niquea (3ª parte)
7. Arderique
8. Clarián de Landanís (II)
9. Félix Magno (I–II)
10. Félix Magno (Libros III–IV)
11. Claribalte
12. Lisuarte de Grecia
13. Baldo
14. Floriseo
15. Espejo de príncipes y caballeros (2ª parte)
16. Polindo
17. Cirongilio de Tracia
18. Palmerín de Olivia
19. Amadís de Grecia
20. Febo, el Troyano
21. Clarián de Landanís (I)
22. Lanzarote del Lago
23. Palmerín de Inglaterra (Libro I)
24. Florindo
25. Policisne de Boecia
26. Florambel de Lucea. Primera parte (libros I–III)
27. Espejo de caballerías (libro segundo)
28. Valerián de Hungría
29. Morgante (Libro I)
30. Espejo de príncipes y caballeros (Tercera parte)
31. Florisel de Niquea (Partes I–II)
32. Lepolemo Caballero de la Cruz
33. La Demanda del Santo Grial
34. Florisando
35. Corónica de don Mexiano de la Esperança
36. La Trapesonda
37. Palmerín de Inglaterra (Libro II)
38. Lidamor de Escocia
39. Leandro el Bel
40. Claridoro de España
41. Espejo de caballerías (Libro I)